# Dulo

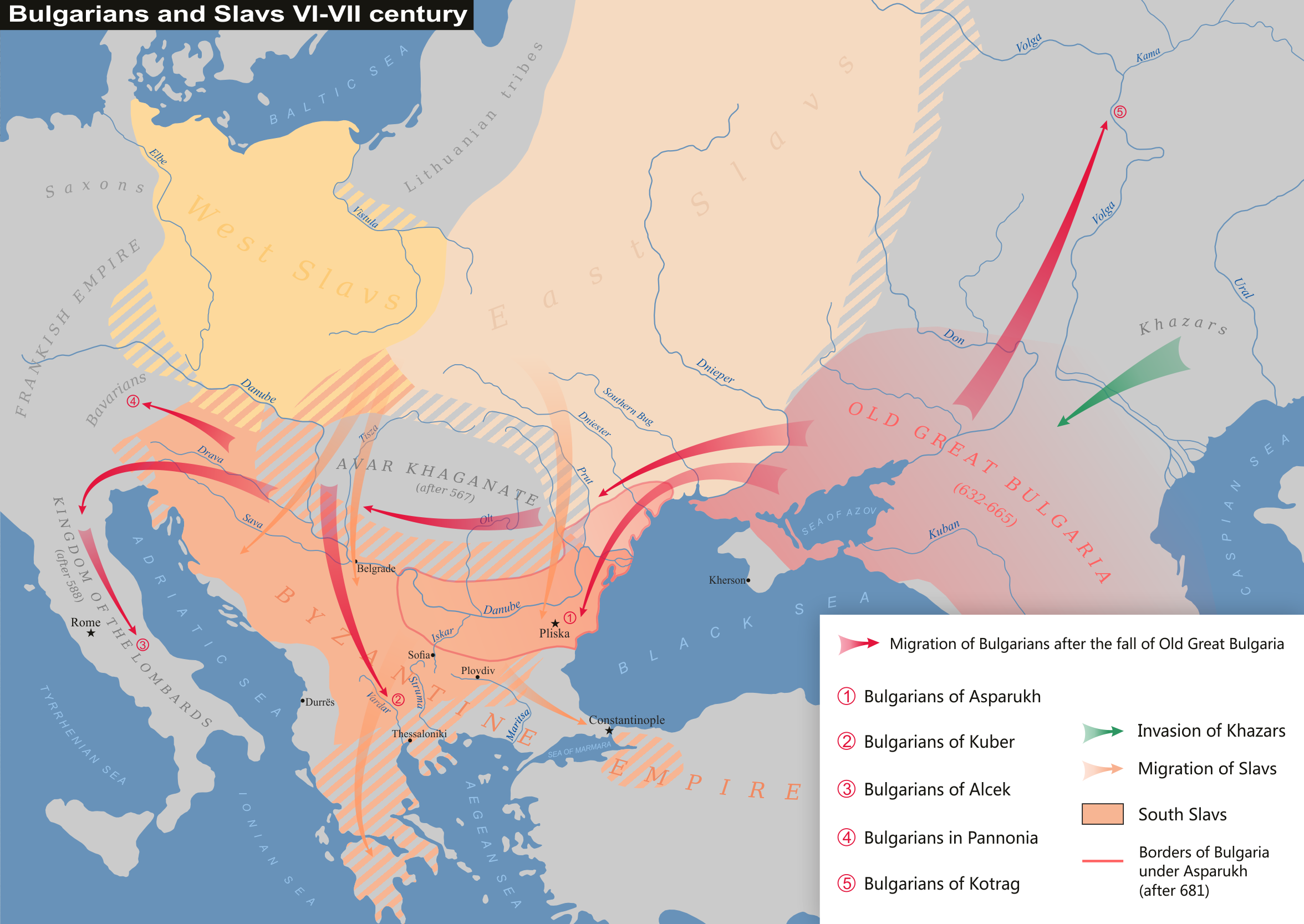
Migracje Bułgarów w okresie rządów Dulo (1 – Bułgaria naddunajska Asparucha, 5 – Bułgaria wołżańsko-kamska Kotraga)

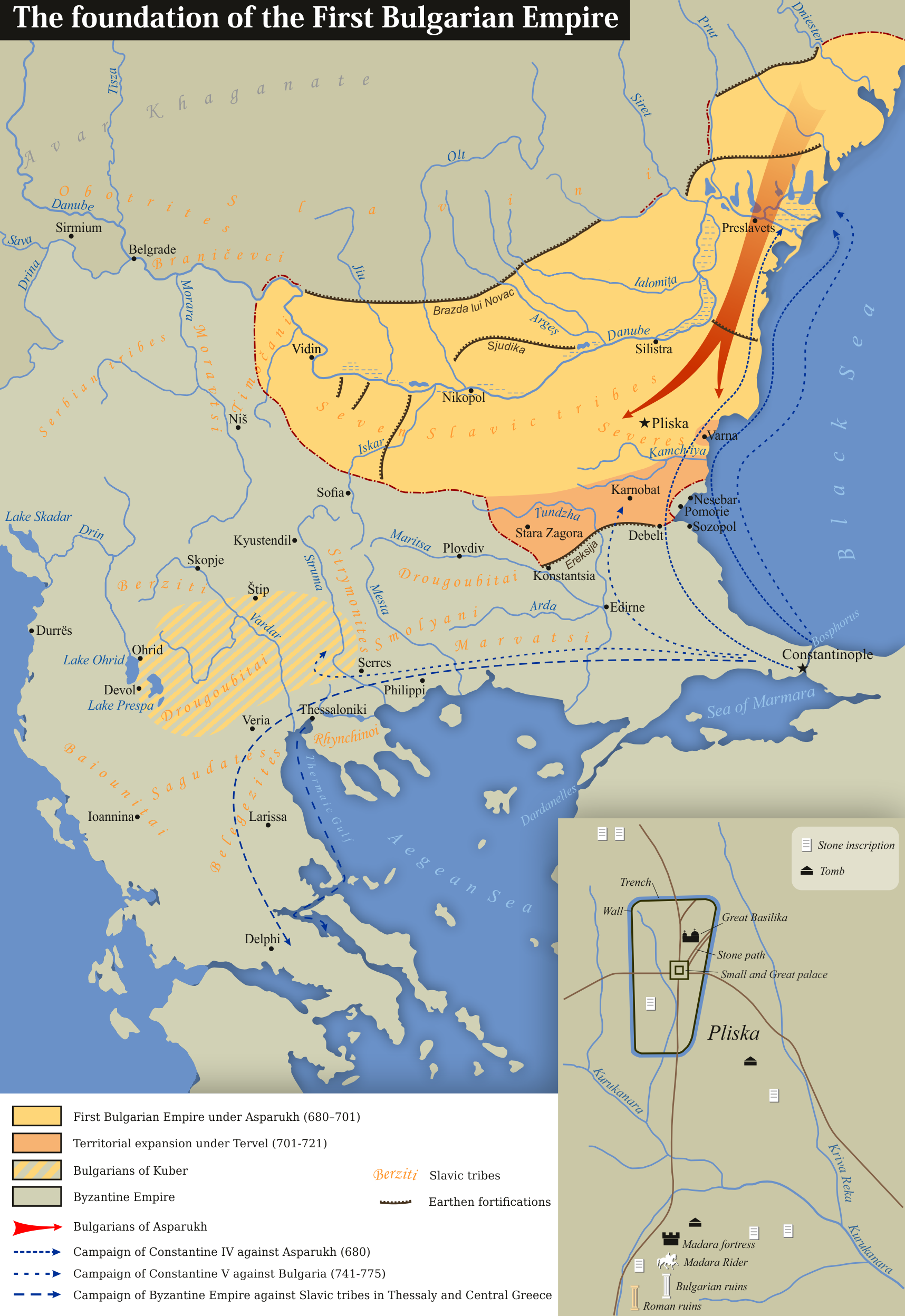
Założenie państwa bułgarskiego przez Asparucha

Dulo – protobułgarski ród arystokratyczny i dynastia władająca Wielką Bułgarią oraz Bułgarią naddunajską w pierwszym okresie jej istnienia, jako niezależnego państwa (VII w.-VIII w.). 
Według średniowiecznych dokumentów ród Dulo wywodził się od wodza Hunów Attyli. Pierwszym częściej pojawiającym się w źródłach pewnym przedstawicielem rodu był Kubrat, władca Wielkiej Bułgarii, który toczył zwycięskie boje przeciwko Awarom oraz nawiązał bliskie kontakty z Bizancjum. Po jego śmierci Bułgarzy ulegli jednak Chazarom co zaowocowało ich migracją: jeden z synów Kubrata Kotrag poprowadził część Bułgarów na północ i utworzył tzw. Bułgarię wołżańsko-kamską, a inny syn Kubrata, Asparuch ruszył na południowy wschód i przekroczył Dunaj tworząc państwo na terenie dzisiejszej Bułgarii. Asparuch i jego następca Terweł prowadzili aktywną politykę wobec Bizancjum, tocząc z nim zwycięskie wojny, a nawet mając swój udział w obsadzaniu tronu cesarskiego. Ród Dulo wygasł wraz ze śmiercią Sewara w 753 r. 
Do rodu Dulo należeli następujący władcy:
- Chanowie Wielkiej Bułgarii
  - Orchan (I połowa VII wieku)
  - Kubrat (I połowa VII wieku)
  - Batbajan (II połowa VII wieku)
  - Kotrag (II połowa VII wieku)
  - Asparuch (II połowa VII wieku)

- Chanowie Bułgarii
  - Asparuch (681-700)
  - Terweł (700-718)
  - Sewar (725-740)